# Elżbieta z Reute
Elżbieta z Reute zwana Dobrą, niem Gute Beth (ur. 25 listopada 1386 w Bad Waldsee, zm. 25 listopada 1420 w Reute) – niemiecka błogosławiona Kościoła katolickiego.
Była córką tkaczy Hansa i Anny Achler. Szczególnie opiekowała się biednymi. Była mistyczką, a także została obdarzona stygmatami. Zmarła w dniu 34. urodzin w opinii świętości.
Jej kult zaaprobował papież Klemens XIII w 1766 roku.
Wspomnienie liturgiczne bł. Elżbiety obchodzone jest w dies natalis (25 listopada).